# Patricio Sturlese
Patricio Sturlese (Buenos Aires, 23 ottobre 1973) è uno scrittore argentino.
È figlio di immigranti genovesi. Nel 2007 ha pubblicato il suo primo romanzo El inquisidor, a metà tra horror e thriller, che racconta la persecuzione che un testo dedicato al satanismo e alla stregoneria subì durante il rinascimento europeo. Il libro è stato pubblicato in Italia nel 2008, con il titolo Il vangelo di Satana, dalla Sperling & Kupfer. Il romanzo è stato pubblicato in Germania con il titolo Das Teufels Evangelium, e negli altri paesi di lingua spagnola con il titolo originale.
Il suo ultimo romanzo è stato pubblicato il 7 marzo 2019 con il titolo El jardín de los ciervos.

## Opere
- El inquisidor (2007)
- La sexta vía (2009)
- El umbral del bosque (2012)
- El jardín de los ciervos (2019)

### In Italia
- Il vangelo di Satana (El inquisidor), Sperling & Kupfer (ISBN 978-84-8346-023-8) 2008